# Miho Kinoshita
Miho Kinoshita (* 1. Oktober 1976) ist eine ehemalige japanische Fußballspielerin.

## Karriere
Die 163 cm große Mittelfeldspielerin Kinoshita gehörte von 1999 bis 2001 dem FCR Duisburg 55 an. Am Ende der ersten Saison wurde sie mit ihrer Mannschaft – mit 15 Punkten Vorsprung auf den Vorjahresmeister 1. FFC Frankfurt – Deutscher Meister. Im Wettbewerb um den DFB-Pokal schied sie mit ihrer Mannschaft im Viertelfinale mit 3:5 im Elfmeterschießen gegen Grün-Weiß Brauweiler aus diesem vorzeitig aus. In der Folgesaison, in der sie in acht Punktspielen zum Einsatz kam, schloss ihre Mannschaft in der Meisterschaft als Drittplatzierter ab. Das Aus im DFB-Pokal-Wettbewerb ereilte ihre Mannschaft bereits in der 1. Runde mit 1:2 beim Hamburger SV.
Ab der Saison 2001/02 gehörte sie dem Ligakonkurrenten 1. FC Saarbrücken an, für den sie in sieben Punktspielen zum Einsatz kam und als Tabellenletzter in die Regionalliga Südwest abstieg. Als Meister dieser Spielklasse – bei nur einem Punktverlust – kehrte sie umgehend in die Bundesliga zurück. Aus der höchsten Spielklasse im deutschen Frauenfußball stieg sie – bei nur einem Punktgewinn – aus dieser ab; dabei wurde sie nur dreimal eingesetzt.

## Erfolge
- Deutscher Meister 2000
- Meister der Regionalliga Südwest 2003 und Aufstieg in die Bundesliga